# Liber (estudio de animación)
Liber Co., Ltd. (株式会社リーベル Kabushiki-gaisha Rīberu?) es un estudio de animación japonés fundado el 23 de agosto de 2019.

## Trabajos

### Series de televisión
| Año  | Título                                     | Director(es)     | Fecha de primera transmisión | Fecha de última transmisión | Eps. | Notas                                                                                      | Refs.             |
| ---- | ------------------------------------------ | ---------------- | ---------------------------- | --------------------------- | ---- | ------------------------------------------------------------------------------------------ | ----------------- |
| 2023 | Kōri Zokusei Danshi to Kūru na Dōryō Joshi | Mankyū           | 4 de enero de 2023           | 22 de marzo de 2023         | 12   | Adaptación del manga escrito e ilustrado por Miyuki Tonogaya. Coproducción junto a Zero-G. | [ 2 ] [ 3 ] [ 4 ] |
| 2024 | Bartender: Kami no Glass                   | Ryōichi Kuraya   | 4 de abril del 2024          | 20 de junio de 2024         | 12   | Adaptación del manga escrito por Araki Jō e ilustrado por Kenji Nagatomo.                  | [ 5 ] [ 6 ] [ 7 ] |
| 2025 | Grand Blue Season 2                        | Shinji Takamatsu | 8 de julio de 2025           | —                           | 12   | Secuela de Grand Blue. Coproducción junto a Zero-G.                                        | [ 8 ] [ 9 ]       |
| 2025 | Kikaijikake no Marie                       | Junji Nishimura  | Octubre de 2025              | —                           | —    | Adaptación del manga escrito e ilustrado por Aki Akimoto. Coproducción junto a Zero-G.     | [ 10 ]            |

### Como colaborador
- Rikei ga Koi ni Ochita no de Shōmei Shite Mita: [r=1-sinθ] (producción principal: Zero-G; Avance de producción (eps. 2, 4, 10; OP, ED), 2022)[11]